# 퀘벡 법

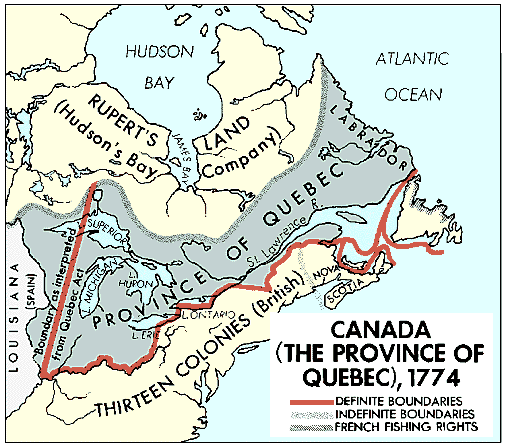

퀘벡 법(Quebec Act)은 1774년에 영국 의회에서 통과되어 다음 75년 5월 1일부터 발효된 영국령 북아메리카 퀘벡 식민지 지배에 관한 법률이다. 이 법의 주요 내용은 다음과 같다.
- 현재 온타리오, 일리노이, 인디애나, 미시간, 오하이오, 위스콘신과 미네소타를 포함 인디언 거류지(1763년)의 일부를 인수하는 것으로 실현되는 영역의 확대.
- 개신교 신앙에 대한 언급은 하지 않겠다는 서약.
- 가톨릭 신앙과 자유로운 행동을 보장한다.
- 형사 고발을 포함한 행정을 위해 영국의 관습법이 발동되는 기간에 민사 재판을 수행할 때, 프랑스 민법의 사용 승인.

## 배경
7년 전쟁에서 승리한 대영제국은 강화 조약인 파리 조약을 체결했다. 이 조약에 따라 뉴프랑스로 알려진 북미의 미시시피강 동부의 광대한 영역 대신 프랑스 왕국은 설탕 생산에 중요한 거점 인 과들루프와 마르티니크를 유지하는 것을 선택했다. 당시 뉴프랑스에서 대량으로 생산된 것은 비버 모피 뿐이었기 때문에 중요한 지역으로 간주되지 못했다. 세인트로렌스강 연안의 영토는 프랑스에서 ‘캐나다’라는 이름으로 영국에 의해 그 지역의 중심 도시 이름과 같은 ‘퀘벡’으로 개칭되었다. 캐나다인은 후에 영국 국민이 되었지만, 공공 기관에 들어가려면, 그들의 가톨릭 신앙을 거부하고 가톨릭 신앙을 하지 않는다는 서약을 하고서야 시험을 응시할 수 있었다.
식민지 남부 가톨릭교도들의 불만이 폭발하였고, 미국 독립 혁명을 초래했기 때문에, 영국인은 프랑스계 캐나다인도 반란을 일으키지 않을까 우려했다. 프랑스계 캐나다인은 퀘벡 식민지 인구의 대다수를 차지했으며(99 % 이상), 영국인 이민자들이 성공하는 것은 아니었다. 7만여명의 프랑스계 캐나다인의 충성을 확보하기 위해 먼저 당시 주지사였던 제임스 머리와 이후 지사가 된 가이 칼튼은 행동의 필요성을 설명했다. 그때까지의 수많은 모순이 결국이 〈퀘벡 법〉으로 안착되었다.

## 영향

### 퀘벡
퀘벡 법은 1763년 이후 폐지된 사법의 본래의 프랑스 식의 관습을 회복하고 공공 기관의 직원에게 가톨릭 신앙을 허용했다. 그것은 " 국왕 지상의 맹세"의 대상이 엘리자베스 1세 와 그 후계자에서 개신교 신앙에 대한 언급을 하지 않은 조지 3세를 대신했다는 것을 의미하고 있다. 즉, 영국의 식민지가 된 때로부터 프랑스계 캐나다인은 식민지 정부의 업무에 참여할 수 있었다는 것이다. 그러나 선거에 의해 선출된 입법부는 존재하지 않았다. (행정 구역은 지정된 주지사와 입법 회의에 의해 지배되는 것으로 되어 있었다.) 따라서 미국의 혁명가들은 미국 독립 혁명 사이 캐나다인에서 원조를 얻는 데 실패하고 있다. 마지막으로, 미시시피강 동부와 오하이오 강 북부가 퀘벡에 편입되었다.
퀘벡 법의 영향
영역
퀘벡은 미시시피 강 상류와 오하이오 강 방면 즉 서방으로 확대되었다. 퀘벡은 현재 원래 크기의 약 3배가 되었다.
정치
가톨릭교도는 당시 상설 기관으로 승인되어 있지만 선거에 의해 선출된 입법부는 존재하지 않는다. 행정 구역은 지정된 주지사와 입법 회의에 의해 지배되는 것으로 되어 있었다.
법률
전통적인 프랑스의 사법이 회복되었다.
종교
십일조를 징수할 수 있었다. 또한 추방된 예수회 선교사들은 퀘벡의 땅으로 돌아오는 것이 허락되었다.
토지 이용
군 · 구 제보다 오히려 장원 제도가 부활했다.

### 다른 식민지
퀘벡 법이 영국에 대한 캐나다인의 충성을 바치게 한데 큰 역할을 한 것은 분명하지만, 예기치 않은 결과가 기다리고 있었다. 그것은 미국의 이주민에 "참을 수 없는 법" 중 하나로 자리 매김되어 미국 독립 혁명을 야기한 요인이 되어 버렸다는 것이다.
미국 정착민들 또한 퀘벡 법 조항에 일정한 영향을 받았다. 하나는 오하이오 거주자가 자유롭게 가톨릭을 믿는 수있게 되었다는 것이다. 버지니아에서 이주자와 다른 식민지는 이미 그 효과 범위 내에 있었다. 토지 개발 회사는 원주민을 추방하고 토지를 이용하기 위해 이미 조직되어 있었다. 조지 워싱턴과 대니얼 분 같은 미국 독립 혁명의 지도자가 1763년 선언 등의 협약에서 인정된 인디언 등과 함께 영국 조약, 법률 등에 얽매이지 않는 정부를 수립함으로써 이익을 얻은 사실 토지 투기자였다. 미국인은 가톨릭 신앙을 격려하고 자유와 권리를 주는 조항이 존재하는 퀘벡 법을 비난했다. 특히 뉴욕과 펜실베니아, 버지니아 식민지 정부는 오하이오 강 지역은 퀘벡에 귀속되고, 그리고 자신에 대한 사용 권한을 인정할 수 없다는 조항에 분노를 더했다.

## 같이 보기
- 참을 수 없는 법